# Cnemotrupes splendidus
Cnemotrupes splendidus är en skalbaggsart som beskrevs av Fabricius 1775. Cnemotrupes splendidus ingår i släktet Cnemotrupes och familjen tordyvlar. Inga underarter finns listade i Catalogue of Life.

## Bildgalleri

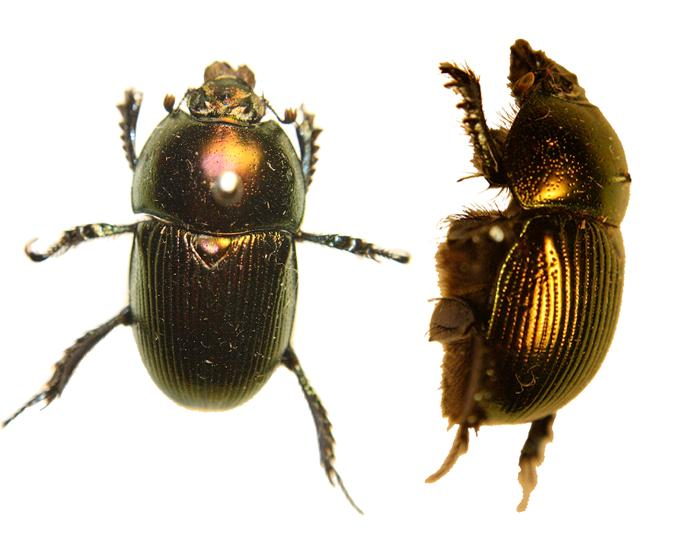